# Conocephalus saltator
Conocephalus saltator är en insektsart som först beskrevs av Henri Saussure 1859.  Conocephalus saltator ingår i släktet Conocephalus och familjen vårtbitare. Inga underarter finns listade i Catalogue of Life.